# U-20サッカーコリア代表
U-20サッカーコリア代表は、大韓サッカー協会及びに朝鮮民主主義人民共和国サッカー協会よって編成されるコリアのサッカーの20歳以下のナショナルチームである。20歳以下の選手を対象とするFIFA U-20ワールドカップに出場するためのチームである。

## 解説
1990年のAFC U-19選手権（AFCユース選手権1990）でU-20韓国代表とU-20北朝鮮代表が決勝で顔を合わせ、0-0の激闘を演じた。PK戦で4-3で勝利した韓国が優勝、北朝鮮が準優勝となった。この両国の健闘や、翌1991年3月に日本・千葉県で開催された第41回世界卓球選手権大会で史上初めて南北統一チームが組まれた事もあり、サッカーの世界大会でも南北統一チームとして参加させようという機運が、韓国・北朝鮮両国の間で高まっていた。そして、1991年5月に開催された1991 FIFAワールドユース選手権にて、U-20サッカーコリア代表として南北統一チームを結成した。
前評判はあまり高くなかったものの、グループリーグ初戦で、アルゼンチンを1-0で破る番狂わせを演じた。続くアイルランドに1-1で引き分け、この大会で優勝したポルトガルに0-1で敗北したものの、グループリーグを2位で突破。準々決勝でブラジルに1-5で大敗した。
しかし、この大会以降、両国の関係の悪化もあって、U-20代表はおろかナショナルチームにおいても南北統一チームは実現していない。

## FIFA U-20ワールドカップ
- 1991 ベスト8

## AFC U-19選手権
この大会では、コリア代表としてチームが結成された事はない。参考までに、結成のきっかけとなった以下の大会の結果を載せる。
- 1990 優勝（韓国）、準優勝（北朝鮮）